# Tournoi de tennis des Pays-Bas
Pour les articles homonymes, voir Open des Pays-Bas.
Le tournoi des Pays-Bas est un ancien tournoi international de tennis masculin du circuit ATP se déroulant sur terre battue aux Pays-Bas. Il était classé dans la catégorie des International Series.

## Histoire
Il s'est déroulé au complexe ‘t Melkhuisje à Hilversum de 1957 à 1994, puis au Tenniscentrum Amstelpark à Amsterdam de 1995 à 2001 et finalement au Sportpark Bokkeduinen à Amersfoort de 2002 à 2008.
En 2008, ses droits sont rachetés par Novak Djokovic, qui obtient son transfert à Belgrade : c'est la naissance de l'Open de Serbie, dont la première édition a lieu en mai 2009.

## Multiples vainqueurs
En simple
- 6 titres : Balázs Taróczy
- 4 titres : Tom Okker
- 3 titres : Karel Nováček

En double
- 5 titres : Balázs Taróczy, Paul Haarhuis
- 4 titres : Tom Okker
- 3 titres : Tomáš Šmíd, Sjeng Schalken

## Palmarès

### Simple
| No       | Date       | Nom et lieu du tournoi                         | Catégorie                              | Dotation                               | Surface                                | Vainqueur                              | Finaliste                              | Score                                  |                                        |
| -------- | ---------- | ---------------------------------------------- | -------------------------------------- | -------------------------------------- | -------------------------------------- | -------------------------------------- | -------------------------------------- | -------------------------------------- | -------------------------------------- |
| 1        | 1957       | , Hilversum                                    |                                        | NC $                                   | NC                                     | Ladislav Legenstein                    | Fred Dehnert                           | 6-1, 6-1                               |                                        |
| 2        | 1958       | , Hilversum                                    |                                        | NC $                                   | NC                                     | Vladimir Petrović                      | Piet van Eijsden                       | 6-4, 6-4                               |                                        |
| 3        | 1959       | , Hilversum                                    |                                        | NC $                                   | NC                                     | Jacky Brichant                         | Ladislav Legenstein                    | 6-2, 2-6, 6-2                          |                                        |
| 4        | 1960       | , Hilversum                                    |                                        | NC $                                   | NC                                     | Mike Davies                            | Vladimir Petrović                      | 6-2, 4-6, 6-2                          |                                        |
| 5        | 1961       | , Hilversum                                    |                                        | NC $                                   | NC                                     | Ramanathan Krishnan                    | Martin Mulligan                        | 6-2, 6-3                               |                                        |
| 6        | 1962       | , Hilversum                                    |                                        | NC $                                   | NC                                     | Rod Laver                              | Ramanathan Krishnan                    | 4-6, 6-3, 6-3, 7-5                     |                                        |
| 7        | 1963       | , Hilversum                                    |                                        | NC $                                   | NC                                     | Cliff Drysdale                         | Roy Emerson                            | 6-3, 6-4, 6-2                          |                                        |
| 8        | 1964       | , Hilversum                                    |                                        | NC $                                   | NC                                     | Cliff Drysdale                         | Thomaz Koch                            | 7-5, 4-6, 6-2, 7-5                     |                                        |
| 9        | 1965       | , Hilversum                                    |                                        | NC $                                   | NC                                     | John Newcombe                          | Tom Okker                              | 6-2, 3-6, 6-1, 6-3                     |                                        |
| 10       | 1966       | , Hilversum                                    |                                        | NC $                                   | NC                                     | Tom Okker                              | Bob Hewitt                             | 6-3, 6-3, 2-6, 6-3                     |                                        |
|          | 1967       | Pas de tournoi                                 | Pas de tournoi                         | Pas de tournoi                         | Pas de tournoi                         | Pas de tournoi                         | Pas de tournoi                         | Pas de tournoi                         | Pas de tournoi                         |
| 11       | 22-07-1968 | , Hilversum                                    |                                        | NC $                                   | Terre (ext.)                           | Robert Maud                            | István Gulyás                          | 7-9, 7-5, 6-0, 1-6, 13-11              |                                        |
| Ère Open |            |                                                |                                        |                                        |                                        |                                        |                                        |                                        |                                        |
| 12       | 04-08-1969 | , Hilversum                                    |                                        | NC $                                   | Dur (ext.)                             | Tom Okker                              | Roger Taylor                           | 10-8, 7-9, 6-4, 6-4                    |                                        |
| 13       | 03-08-1970 | , Hilversum                                    |                                        | NC $                                   | Dur (ext.)                             | Tom Okker                              | Roger Taylor                           | 4-6, 6-0, 6-1, 6-3                     |                                        |
| 14       | 02-08-1971 | , Hilversum                                    |                                        | NC $                                   | Dur (ext.)                             | Gerald Battrick                        | Ross Case                              | 6-3, 6-4, 9-7                          |                                        |
| 15       | 31-07-1972 | , Hilversum                                    |                                        | NC $                                   | Dur (ext.)                             | John Cooper                            | Hans Kary                              | 6-1, 3-6, 12-10, 3-6, 6-2              |                                        |
| 16       | 23-07-1973 | , Hilversum                                    |                                        | NC $                                   | Terre (ext.)                           | Tom Okker                              | Andrés Gimeno                          | 2-6, 6-4, 6-4, 6-7, 6-3                |                                        |
| 17       | 22-07-1974 | , Hilversum                                    |                                        | NC $                                   | Terre (ext.)                           | Guillermo Vilas                        | Barry Phillips-Moore                   | 6-4, 6-2, 1-6, 6-3                     |                                        |
| 18       | 21-07-1975 | , Hilversum                                    |                                        | NC $                                   | Terre (ext.)                           | Guillermo Vilas                        | Željko Franulović                      | 6-4, 6-7, 6-2, 6-3                     |                                        |
| 19       | 12-07-1976 | , Hilversum                                    |                                        | 75 000 $                               | Terre (ext.)                           | Balázs Taróczy                         | Ricardo Cano                           | 6-4, 6-0, 6-1                          |                                        |
| 20       | 11-07-1977 | , Hilversum                                    |                                        | 75 000 $                               | Terre (ext.)                           | Patrick Proisy                         | Lito Álvarez                           | 6-0, 6-2, 6-0                          |                                        |
| 21       | 24-07-1978 | , Hilversum                                    |                                        | 50 000 $                               | Terre (ext.)                           | Balázs Taróczy                         | Tom Okker                              | 2-6, 6-1, 6-2, 6-4                     |                                        |
| 22       | 23-07-1979 | , Hilversum                                    |                                        | 75 000 $                               | Terre (ext.)                           | Balázs Taróczy                         | Tomáš Šmíd                             | 6-2, 6-2, 6-1                          |                                        |
| 23       | 21-07-1980 | , Hilversum                                    |                                        | 75 000 $                               | Terre (ext.)                           | Balázs Taróczy                         | Haroon Ismail                          | 6-3, 6-2, 6-1                          |                                        |
| 24       | 20-07-1981 | , Hilversum                                    |                                        | 75 000 $                               | Terre (ext.)                           | Balázs Taróczy                         | Heinz Günthardt                        | 6-3, 6-7, 6-4                          |                                        |
| 25       | 19-07-1982 | , Hilversum                                    |                                        | 75 000 $                               | Terre (ext.)                           | Balázs Taróczy                         | Buster Mottram                         | 7-6, 6-7, 6-3, 7-6                     |                                        |
| 26       | 18-07-1983 | , Hilversum                                    |                                        | 75 000 $                               | Terre (ext.)                           | Tomáš Šmíd                             | Balázs Taróczy                         | 6-4, 6-4                               |                                        |
| 27       | 23-07-1984 | , Hilversum                                    |                                        | 75 000 $                               | Terre (ext.)                           | Anders Järryd                          | Tomáš Šmíd                             | 6-3, 6-3, 2-6, 6-2                     |                                        |
| 28       | 22-07-1985 | , Hilversum                                    |                                        | 80 000 $                               | Terre (ext.)                           | Ricki Osterthun                        | Kent Carlsson                          | 4-6, 4-6, 6-4, 6-2, 6-3                |                                        |
| 29       | 28-07-1986 | , Hilversum                                    |                                        | 100 000 $                              | Terre (ext.)                           | Thomas Muster                          | Jakob Hlasek                           | 6-1, 6-3, 6-3                          |                                        |
| 30       | 27-07-1987 | Dutch Open, Hilversum                          |                                        | 150 000 $                              | Terre (ext.)                           | Miloslav Mečíř                         | Guillermo Pérez Roldán                 | 6-4, 1-6, 6-3, 6-2                     |                                        |
| 31       | 25-07-1988 | Dutch Open, Hilversum                          |                                        | 150 000 $                              | Terre (ext.)                           | Emilio Sánchez                         | Guillermo Pérez Roldán                 | 6-3, 6-1, 3-6, 6-3                     |                                        |
| 32       | 24-07-1989 | Dutch Open, Hilversum                          |                                        | 150 000 $                              | Terre (ext.)                           | Karel Nováček                          | Emilio Sánchez                         | 6-2, 6-4                               |                                        |
| 33       | 23-07-1990 | Dutch Open, Hilversum                          | World Series                           | 215 000 $                              | Terre (ext.)                           | Francisco Clavet                       | Eduardo Masso                          | 3-6, 6-4, 6-2, 6-0                     |                                        |
| 34       | 22-07-1991 | Dutch Open, Hilversum                          | World Series                           | 215 000 $                              | Terre (ext.)                           | Magnus Gustafsson                      | Jordi Arrese                           | 5-7, 7-62, 2-6, 6-1, 6-0               |                                        |
| 35       | 20-07-1992 | Dutch Open, Hilversum                          | World Series                           | 225 000 $                              | Terre (ext.)                           | Karel Nováček                          | Jordi Arrese                           | 6-2, 6-3, 2-6, 7-5                     |                                        |
| 36       | 26-07-1993 | Dutch Open, Hilversum                          | World Series                           | 235 000 $                              | Terre (ext.)                           | Carlos Costa                           | Magnus Gustafsson                      | 6-1, 6-2, 6-3                          |                                        |
| 37       | 25-07-1994 | Dutch Open, Hilversum                          | World Series                           | 275 000 $                              | Terre (ext.)                           | Karel Nováček                          | Richard Fromberg                       | 7-5, 6-4, 7-67                         |                                        |
| 38       | 24-07-1995 | Grolsch Open, Amsterdam                        | World Series                           | 475 000 $                              | Terre (ext.)                           | Marcelo Ríos                           | Jan Siemerink                          | 6-4, 7-5, 6-4                          |                                        |
| 39       | 29-07-1996 | Grolsch Open, Amsterdam                        | World Series                           | 475 000 $                              | Terre (ext.)                           | Francisco Clavet                       | Younès El Aynaoui                      | 7-5, 6-1, 6-1                          |                                        |
| 40       | 28-07-1997 | Grolsch Open, Amsterdam                        | World Series                           | 475 000 $                              | Terre (ext.)                           | Sláva Doseděl                          | Carlos Moyà                            | 7-64, 7-65, 64-7, 6-2                  |                                        |
| 41       | 03-08-1998 | Grolsch Open, Amsterdam                        | Int' Series                            | 475 000 $                              | Terre (ext.)                           | Magnus Norman                          | Richard Fromberg                       | 6-3, 6-3, 2-6, 6-4                     |                                        |
| 42       | 02-08-1999 | Grolsch Open, Amsterdam                        | Int' Series                            | 475 000 $                              | Terre (ext.)                           | Younès El Aynaoui                      | Mariano Zabaleta                       | 6-0, 6-3                               | Tableau                                |
| 43       | 17-07-2000 | Dutch Open, Amsterdam                          | Int' Series                            | 375 000 $                              | Terre (ext.)                           | Magnus Gustafsson                      | Raemon Sluiter                         | 64-7, 6-3, 7-65, 6-1                   | Tableau                                |
| 44       | 16-07-2001 | Energis Open, Amsterdam                        | Int' Series                            | 375 000 $                              | Terre (ext.)                           | Àlex Corretja                          | Younès El Aynaoui                      | 6-3, 5-7, 7-60, 3-6, 6-4               | Tableau                                |
| 45       | 15-07-2002 | Energis Open, Amersfoort                       | Int' Series                            | 356 000 $                              | Terre (ext.)                           | Juan Ignacio Chela                     | Albert Costa                           | 6-1, 7-64                              | Tableau                                |
| 46       | 14-07-2003 | Priority Telecom Dutch Open Tennis, Amersfoort | Int' Series                            | 355 000 $                              | Terre (ext.)                           | Nicolás Massú                          | Raemon Sluiter                         | 6-4, 7-63, 6-2                         | Tableau                                |
| 47       | 12-07-2004 | The Priority Telecom Open, Amersfoort          | Int' Series                            | 355 000 $                              | Terre (ext.)                           | Martin Verkerk                         | Fernando González                      | 7-65, 4-6, 6-4                         | Tableau                                |
| 48       | 18-07-2005 | The Priority Telecom Open, Amersfoort          | Int' Series                            | 355 000 $                              | Terre (ext.)                           | Fernando González                      | Agustín Calleri                        | 7-5, 6-3                               | Tableau                                |
| 49       | 17-07-2006 | Dutch Open Tennis, Amersfoort                  | Int' Series                            | 355 000 $                              | Terre (ext.)                           | Novak Djokovic                         | Nicolás Massú                          | 7-65, 6-4                              | Tableau                                |
| 50       | 16-07-2007 | Dutch Open Tennis, Amersfoort                  | Int' Series                            | 391 000 $                              | Terre (ext.)                           | Steve Darcis                           | Werner Eschauer                        | 6-1, 7-61                              | Tableau                                |
| 51       | 14-07-2008 | Dutch Open Tennis, Amersfoort                  | Int' Series                            | 305 000 €                              | Terre (ext.)                           | Albert Montañés                        | Steve Darcis                           | 1-6, 7-5, 6-3                          | Tableau                                |
|          | 2009-2018  | Pas de tournoi                                 | Pas de tournoi                         | Pas de tournoi                         | Pas de tournoi                         | Pas de tournoi                         | Pas de tournoi                         | Pas de tournoi                         | Pas de tournoi                         |
| (I)      | 15-07-2019 | Van Mossel-Kia Dutch Open, Amersfoort          | Challenger                             | 46 600 €                               | Terre (ext.)                           | Mats Moraing                           | Kimmer Coppejans                       | 6-2, 3-6, 6-3                          |                                        |
|          | 2020       | Édition annulée (pandémie de Covid-19)         | Édition annulée (pandémie de Covid-19) | Édition annulée (pandémie de Covid-19) | Édition annulée (pandémie de Covid-19) | Édition annulée (pandémie de Covid-19) | Édition annulée (pandémie de Covid-19) | Édition annulée (pandémie de Covid-19) | Édition annulée (pandémie de Covid-19) |
| (II)     | 12-07-2021 | Van Mossel-Kia Dutch Open, Amersfoort          | Challenger                             | 46 600 €                               | Terre (ext.)                           | Tallon Griekspoor                      | Botic van de Zandschulp                | 6-1, 3-6, 6-1                          |                                        |

### Double
| No   | Date       | Nom et lieu du tournoi                         | Catégorie                              | Dotation                               | Surface                                | Vainqueurs                             | Finalistes                               | Score                                  |                                        |
| ---- | ---------- | ---------------------------------------------- | -------------------------------------- | -------------------------------------- | -------------------------------------- | -------------------------------------- | ---------------------------------------- | -------------------------------------- | -------------------------------------- |
| 1    | 04-08-1969 | , Hilversum                                    |                                        | NC $                                   | Dur (ext.)                             | Tom Okker Roger Taylor                 | Jan Kodeš Jan Kukal                      | 6-3, 6-2, 6-4                          |                                        |
| 2    | 03-08-1970 | , Hilversum                                    |                                        | NC $                                   | Dur (ext.)                             | Bill Bowrey Owen Davidson              | John Alexander Phil Dent                 | 6-3, 6-4, 6-2                          |                                        |
| 3    | 02-08-1971 | , Hilversum                                    |                                        | NC $                                   | Dur (ext.)                             |                                        |                                          | NC                                     |                                        |
| 4    | 31-07-1972 | , Hilversum                                    |                                        | NC $                                   | Dur (ext.)                             |                                        |                                          | NC                                     |                                        |
| 5    | 23-07-1973 | , Hilversum                                    |                                        | NC $                                   | Terre (ext.)                           | Iván Molina Allan Stone                | Andrés Gimeno Antonio Muñoz              | 4-6, 7-6, 6-4                          |                                        |
| 6    | 22-07-1974 | , Hilversum                                    |                                        | NC $                                   | Terre (ext.)                           | Tito Vázquez Guillermo Vilas           | Lito Álvarez Julián Ganzábal             | 6-2, 3-6, 6-1, 6-2                     |                                        |
| 7    | 21-07-1975 | , Hilversum                                    |                                        | NC $                                   | Terre (ext.)                           | Wojtek Fibak Guillermo Vilas           | John Lloyd Željko Franulović             | 6-2, 4-6, 6-1                          |                                        |
| 8    | 12-07-1976 | , Hilversum                                    |                                        | 75 000 $                               | Terre (ext.)                           | Ricardo Cano Belus Prajoux             | Wojtek Fibak Balázs Taróczy              | 6-4, 6-3                               |                                        |
| 9    | 11-07-1977 | , Hilversum                                    |                                        | 75 000 $                               | Terre (ext.)                           | José Higueras Antonio Muñoz            | Jean-Louis Haillet François Jauffret     | 6-1, 6-4, 2-6, 6-1                     |                                        |
| 10   | 24-07-1978 | , Hilversum                                    |                                        | 50 000 $                               | Terre (ext.)                           | Tom Okker Balázs Taróczy               | Robert Carmichael Mark Edmondson         | 7-6, 6-3                               |                                        |
| 11   | 23-07-1979 | , Hilversum                                    |                                        | 75 000 $                               | Terre (ext.)                           | Tom Okker Balázs Taróczy               | Jan Kodeš Tomáš Šmíd                     | 6-1, 6-3                               |                                        |
| 12   | 21-07-1980 | , Hilversum                                    |                                        | 75 000 $                               | Terre (ext.)                           | Tom Okker Balázs Taróczy               | Tony Giammalva Buster Mottram            | 7-5, 6-3, 7-6                          |                                        |
| 13   | 20-07-1981 | , Hilversum                                    |                                        | 75 000 $                               | Terre (ext.)                           | Heinz Günthardt Balázs Taróczy         | Raymond Moore Andrew Pattison            | 6-0, 6-2                               |                                        |
| 14   | 19-07-1982 | , Hilversum                                    |                                        | 75 000 $                               | Terre (ext.)                           | Jan Kodeš Tomáš Šmíd                   | Heinz Günthardt Balázs Taróczy           | 7-6, 6-4                               |                                        |
| 15   | 18-07-1983 | , Hilversum                                    |                                        | 75 000 $                               | Terre (ext.)                           | Heinz Günthardt Balázs Taróczy         | Jan Kodeš Tomáš Šmíd                     | 3-6, 6-2, 6-3                          |                                        |
| 16   | 23-07-1984 | , Hilversum                                    |                                        | 75 000 $                               | Terre (ext.)                           | Anders Järryd Tomáš Šmíd               | Broderick Dyke Michael Fancutt           | 6-4, 5-7, 7-6                          |                                        |
| 17   | 22-07-1985 | , Hilversum                                    |                                        | 80 000 $                               | Terre (ext.)                           | Stefan Simonsson Hans Simonsson        | Carl Limberger Mark Woodforde            | 6-3, 6-4                               |                                        |
| 18   | 28-07-1986 | , Hilversum                                    |                                        | 100 000 $                              | Terre (ext.)                           | Miloslav Mečíř Tomáš Šmíd              | Tom Nijssen Johan Vekemans               | 6-4, 6-2                               |                                        |
| 19   | 27-07-1987 | Dutch Open, Hilversum                          |                                        | 150 000 $                              | Terre (ext.)                           | Wojtek Fibak Miloslav Mečíř            | Tom Nijssen Johan Vekemans               | 7-6, 5-7, 6-2                          |                                        |
| 20   | 25-07-1988 | Dutch Open, Hilversum                          |                                        | 150 000 $                              | Terre (ext.)                           | Sergio Casal Emilio Sánchez            | Magnus Gustafsson Guillermo Pérez Roldán | 7-6, 6-3                               |                                        |
| 21   | 24-07-1989 | Dutch Open, Hilversum                          |                                        | 150 000 $                              | Terre (ext.)                           | Tomás Carbonell Diego Pérez            | Paul Haarhuis Mark Koevermans            | Finale non jouée                       |                                        |
| 22   | 23-07-1990 | Dutch Open, Hilversum                          | World Series                           | 215 000 $                              | Terre (ext.)                           | Sergio Casal Emilio Sánchez            | Paul Haarhuis Mark Koevermans            | 7-5, 7-5                               |                                        |
| 23   | 22-07-1991 | Dutch Open, Hilversum                          | World Series                           | 215 000 $                              | Terre (ext.)                           | Richard Krajicek Jan Siemerink         | Francisco Clavet Magnus Gustafsson       | 7-5, 6-4                               |                                        |
| 24   | 20-07-1992 | Dutch Open, Hilversum                          | World Series                           | 225 000 $                              | Terre (ext.)                           | Paul Haarhuis Mark Koevermans          | Mårten Renström Mikael Tillström         | 6-7, 6-1, 6-4                          |                                        |
| 25   | 26-07-1993 | Dutch Open, Hilversum                          | World Series                           | 235 000 $                              | Terre (ext.)                           | Jacco Eltingh Paul Haarhuis            | Hendrik Jan Davids Libor Pimek           | 4-6, 6-2, 7-5                          |                                        |
| 26   | 25-07-1994 | Dutch Open, Hilversum                          | World Series                           | 275 000 $                              | Terre (ext.)                           | Daniel Orsanic Jan Siemerink           | David Adams Andreï Olhovskiy             | 6-4, 6-2                               |                                        |
| 27   | 24-07-1995 | Grolsch Open, Amsterdam                        | World Series                           | 475 000 $                              | Terre (ext.)                           | Marcelo Ríos Sjeng Schalken            | Wayne Arthurs Neil Broad                 | 7-6, 6-2                               |                                        |
| 28   | 29-07-1996 | Grolsch Open, Amsterdam                        | World Series                           | 475 000 $                              | Terre (ext.)                           | Donald Johnson Francisco Montana       | Rikard Bergh Jack Waite                  | 6-4, 3-6, 6-2                          |                                        |
| 29   | 28-07-1997 | Grolsch Open, Amsterdam                        | World Series                           | 475 000 $                              | Terre (ext.)                           | Paul Kilderry Nicolás Lapentti         | Andrew Kratzmann Libor Pimek             | 3-6, 7-5, 7-6                          |                                        |
| 30   | 03-08-1998 | Grolsch Open, Amsterdam                        | Int' Series                            | 475 000 $                              | Terre (ext.)                           | Jacco Eltingh Paul Haarhuis            | Dominik Hrbatý Karol Kučera              | 6-3, 6-2                               |                                        |
| 31   | 02-08-1999 | Grolsch Open, Amsterdam                        | Int' Series                            | 475 000 $                              | Terre (ext.)                           | Paul Haarhuis Sjeng Schalken           | Devin Bowen Eyal Ran                     | 6-3, 6-2                               | Tableau                                |
| 32   | 17-07-2000 | Dutch Open, Amsterdam                          | Int' Series                            | 375 000 $                              | Terre (ext.)                           | Sergio Roitman Andrés Schneiter        | Edwin Kempes Dennis van Scheppingen      | 4-6, 6-4, 6-1                          | Tableau                                |
| 33   | 16-07-2001 | Energis Open, Amsterdam                        | Int' Series                            | 375 000 $                              | Terre (ext.)                           | Paul Haarhuis Sjeng Schalken           | Àlex Corretja Luis Lobo                  | 6-4, 6-2                               | Tableau                                |
| 34   | 15-07-2002 | Energis Open, Amersfoort                       | Int' Series                            | 356 000 $                              | Terre (ext.)                           | Jeff Coetzee Chris Haggard             | André Sá Alexandre Simoni                | 7-61, 6-3                              | Tableau                                |
| 35   | 14-07-2003 | Priority Telecom Dutch Open Tennis, Amersfoort | Int' Series                            | 355 000 $                              | Terre (ext.)                           | Devin Bowen Ashley Fisher              | Chris Haggard André Sá                   | 6-0, 6-4                               | Tableau                                |
| 36   | 12-07-2004 | The Priority Telecom Open, Amersfoort          | Int' Series                            | 355 000 $                              | Terre (ext.)                           | Jaroslav Levinský David Škoch          | José Acasuso Luis Horna                  | 6-0, 2-6, 7-5                          | Tableau                                |
| 37   | 18-07-2005 | The Priority Telecom Open, Amersfoort          | Int' Series                            | 355 000 $                              | Terre (ext.)                           | Martín García Luis Horna               | Fernando González Nicolás Massú          | 6-4, 6-4                               | Tableau                                |
| 38   | 17-07-2006 | Dutch Open Tennis, Amersfoort                  | Int' Series                            | 355 000 $                              | Terre (ext.)                           | Alberto Martín Fernando Vicente        | Lucas Arnold Ker Christopher Kas         | 6-4, 6-3                               | Tableau                                |
| 39   | 16-07-2007 | Dutch Open Tennis, Amersfoort                  | Int' Series                            | 391 000 $                              | Terre (ext.)                           | Juan Pablo Brzezicki Juan Pablo Guzmán | Robin Haase Rogier Wassen                | 6-2, 6-0                               | Tableau                                |
| 40   | 14-07-2008 | Dutch Open Tennis, Amersfoort                  | Int' Series                            | 305 000 €                              | Terre (ext.)                           | František Čermák Rogier Wassen         | Jesse Huta Galung Igor Sijsling          | 7-5, 7-5                               | Tableau                                |
|      | 2009-2018  | Pas de tournoi                                 | Pas de tournoi                         | Pas de tournoi                         | Pas de tournoi                         | Pas de tournoi                         | Pas de tournoi                           | Pas de tournoi                         | Pas de tournoi                         |
| (I)  | 15-07-2019 | Van Mossel-Kia Dutch Open, Amersfoort          | Challenger                             | 46 600 €                               | Terre (ext.)                           | Harri Heliövaara Emil Ruusuvuori       | Jesper de Jong Ryan Nijboer              | 6-3, 6-4                               |                                        |
|      | 2020       | Édition annulée (pandémie de Covid-19)         | Édition annulée (pandémie de Covid-19) | Édition annulée (pandémie de Covid-19) | Édition annulée (pandémie de Covid-19) | Édition annulée (pandémie de Covid-19) | Édition annulée (pandémie de Covid-19)   | Édition annulée (pandémie de Covid-19) | Édition annulée (pandémie de Covid-19) |
| (II) | 12-07-2021 | Van Mossel-Kia Dutch Open, Amersfoort          | Challenger                             | 46 600 €                               | Terre (ext.)                           | Luca Castelnuovo Manuel Guinard        | Sergio Galdós Gonçalo Oliveira           | 0-6, 6-4, [11-9]                       |                                        |